# Eranos (Gegharkunik)
Pour les articles homonymes, voir Eranos.
Eranos ou Yeranos (en arménien Երանոս) est une communauté rurale du marz de Gegharkunik, en Arménie. Elle compte 6 127 habitants en 2008.